# Zecharia Sitchin
Zecharia Sitchin, né le 11 juillet 1920 à Bakou en Union soviétique et mort le 9 octobre 2010 à New York, est un écrivain américain d'origine soviétique. Ses théories, mêlant celle du néo-évhémérisme et celle du dessein intelligent de type extraterrestre, sont considérées comme pseudo-scientifiques par les scientifiques et les historiens. Mondialement connu pour ses écrits, il était également homme d'affaires et agent du Mossad.

## Biographie
Zecharia Sitchin naît le 11 juillet 1920 à Bakou (RSS d'Azerbaïdjan, URSS) dans une famille juive, mais vit par la suite en Palestine mandataire où il s'intéresse à l'archéologie du Proche-Orient. Il étudie à la London School of Economics and Political Science, puis est diplômé en économie à l'université de Londres. Éditeur et journaliste en Israël, il s'installe ensuite à New York en 1952.
En 1976 il publie La Douzième Planète, qui rencontre un grand succès populaire. Ses livres sont traduits dans une douzaine de langues et à plusieurs millions d'exemplaires, malgré la fantaisie des thèses qu'il y développe.
Depuis sa mort, sa nièce, Janet Sitchin, a édité des livres faits d'extraits choisis des Chroniques terriennes et enrichis de lettres, d'articles et de conférences inédits.

## Théories

### Les Annunaki
Dans ses livres Zecharia Sitchin expose ses hypothèses sur l'origine de l'Humanité, fondées sur ses traductions personnelles (et controversées par les spécialistes) de tablettes cunéiformes de l'époque prébabylonienne. Il attribue la création de l'humanité aux Annunaki, divinités sumériennes qu'il présente comme étant des extraterrestres qui, venus sur Terre pendant la Préhistoire, auraient été divinisés par les premiers hommes. La Mésopotamie aurait été la première colonie terrienne de ces visiteurs venus de l'espace.
Les Anunnaki auraient créé l'Homo sapiens en croisant leurs propres gènes avec ceux de l'Homo erectus, pour ensuite l'utiliser comme esclave pour l'extraction de matières premières (de l'or principalement) nécessaires à la protection de l'atmosphère, alors en danger, de leur propre planète Nibiru.
On peut d'ores et déjà remarquer que, l'homme partageant plus de 98 % de gènes avec le chimpanzé, il en partage sûrement bien plus avec l'Homo erectus ; on peut dès lors se demander où sont ces fameux gènes dans notre patrimoine. Cependant, on parle de plusieurs dizaines de milliers de gènes pour le génome humain. Ainsi, la différenciation entre l'homme et le singe, même si elle ne s'exprime que sur un faible pourcentage, est représentée tout de même par des milliers de gènes. On peut alors comprendre que même avec finalement peu de gènes différents en pourcentage, les phénotypes en résultant peuvent façonner une espèce bien différente. Ce qui aurait laissé une fenêtre de crédibilité à son hypothèse si elle ne rentrait pas en contradiction directe avec l'évolution unifiée, théorie scientifique dont la solidité s'appuie sur les très nombreuses preuves dans les différentes branches de la sciences.
Ces hypothèses sont reprises dans les livres de l'Anglais David Icke sur la fraternité babylonienne, mais, contrairement à lui, Sitchin ne considère pas que les Anunnaki ont une origine reptilienne.
Le Français Anton Parks (es) décrit dans son livre Le Secret des étoiles sombres la genèse des Anunnaki, vus comme des reptiliens.
L'une des hypothèses de Sitchin revisite le mythe de Lucifer, l'ange rebelle qui osa s'approcher des humains malgré un interdit divin. Il s'agirait en fait d'un renégat anunnaki, peut-être Enki, qui n'aurait pas supporté que les humains soient seulement une espèce réduite à l'esclavage.

### Laplanète X
Dans son livre, La 12e planète, il offre la traduction d'extraits d'une ancienne légende, L'Épopée de la Création, découverts dans les ruines de la bibliothèque d'Assurbanipal à Ninive. Plutôt que d'y voir des combats célestes symboliques opposant les divinités, il décide de les interpréter comme des faits astronomiques réels, chaque divinité représentant une planète, remarquant qu'une planète inconnue était mentionnée en tant que Tiamat. Il explique qu'eut lieu une collision entre la planète géante liquide Tiamat et Kingou, un satellite de la planète géante Nibiru, nommée aussi Mardouk. Tiamat est coupée en deux parties, l'une devient la Terre et l'autre, pulvérisée, devient la ceinture d'astéroïdes ; Kingou entre dans l'orbite de la Terre et devient la Lune. Accomplissant une orbite elliptique, la planète géante Nibiru ne passerait au voisinage de la Terre que tous les 3 600 ans, causant à chaque fois d'importantes perturbations et destructions.
Cette théorie est réfutée par la communauté scientifique.

## Publications

### Earth Chronicles/ Les Chroniques de la Terre
1. La douzième planète, Louise Courteau, 2000 ((en) The 12th Planet, Harper, 1976), trad. François Fargue et Patricia Maré, revue par l'auteur.Publié en 2017 chez Macro éditions sous le titre La Douzième planète, nouvelle traduction d'Olivier Magnan.
2. L'escalier céleste, Ramuel, 1998 ((en) The Stairway to Heaven, Avon Books, 1980)Publié en 2015 chez Macro éditions sous le titre Les Degrés du Ciel, traduction d'Olivier Magnan.
3. Les guerres des dieux et des hommes, Ramuel, 2004 ((en) The Wars of Gods and Men, Avon Books, 1985), trad. Michel CabartPublié en 2012 chez Macro éditions sous le titre Guerres des dieux, guerres des hommes, puis réédité sous le nouveau titre Le Feu du Ciel, la destruction de la 1re civilisation humaine  traduction d'Olivier Magnan.
4. (en) The Lost Realms, Avon Books, 1990
5. (en) When Time Began, Avon Books, 1993
6. Code Cosmos, Macro éditions, 2016 ((en) The Cosmic Code, Avon Books, 1998), trad. Olivier Magnan
7. La Fin des Temps : Les prophéties du retour, Macro éditions, collection Savoirs Anciens, 2011 ((en) The End of Days: Armageddon and Prophecies of the Return, William Morrow, 2007), trad. Olivier Magnan
8. Les Chroniques Anunnaki, Macro éditions, collection Savoirs Anciens, 2017 ((en) The Anunnaki Chronicles: A Zecharia Sitchin Reader, Bear & Company, 2017), trad. Olivier MagnanPrésenté par Janet Sitchin, nièce de l’auteur.

### Earth Chronicles Expedition
1. (en) The Earth Chronicles Expeditions, Bear & Company, 2004
2. (en) Journeys to the Mythical Past, Bear & Company, 2007

- (en) The Earth Chronicles Handbook, Bear & Company, 2009

### Autres
- La planète cachée à l'origine de l'humanité, Carnot, 2004 ((en) Genesis Revisited: Is Modern Science Catching Up With Ancient Knowledge?, Avon Books, 1990), trad. Olivier MagnanPublié par Macro éditions sous le titre CosmoGenèse, traduction Olivier Magnan
- Rencontres avec le divin. Une explication des visions des anges et autres émissaires, Macro-Éditions, 2014 ((en) Divine Encounters: A Guide to Visions, Angels and Other Emissaries, Avon Books, 1995), trad. Olivier Magnan
- Le livre perdu du dieu Enki, Macro éditions, 2011 ((en) The Lost Book of Enki: Memoirs and Prophecies of an Extraterrestrial god, Bear & Company, 2001)
- Quand les géants dominaient sur Terre, Macro éditions, 2010 ((en) There Were Giants Upon the Earth: God, Demigods, and Human Ancestry: The Evidence of Alien DNA, Bear & Company, 2010), trad. Olivier Magnan

### Collectif
- (en) America's Ist Civilization: Older Than Believed Possible in Discovering the mysteries of ancient America: Lost History and Legends, Unearthed and Explored, Career Press, 2006

### DVD
- (en) Are We Alone in the Universe? (inspiré de Genesis Revisited), documentaire, 1978 (2003, version DVD)